# Tino Mogensen
Tino Mogensen (* 24. Oktober 1972 in Middelfart) ist ein ehemaliger dänischer Handballspieler.
Der 2,01 Meter große linke Rückraumspieler spielte bei den Vereinen Fredericia, AaB Håndbold, anschließend bis 2001/02 beim VfL Fredenbeck (2. Bundesliga), von 2002/03 bis 2003/04 beim Stralsunder HV, 2004/05 erneut bei Fredericia HK und 2007/08 bei GV Ejby.
Mit dem Stralsunder HV spielte er in der 1. Handball-Bundesliga.
Mogenson wurde er in Fredericia als Trainer für die dritte Liga angefragt. Nach einer anfänglichen Zusage zog er diese zurück, da er beruflich eingespannt war. 2014 wurde er zum Direktor der dänischen Firma Rawfood berufen.